# لوري وليامز (لاعب كريكت)
لوري وليامز (12 ديسمبر 1968 في جامايكا - 8 سبتمبر 2002)  (بالإنجليزية: Laurie Williams)‏ هو لاعب كريكت جامايكي. شارك في دورة ألعاب الكومنولث 1998. وشارك مع منتخب الهند الغربية للكريكت ومنتخب جامايكا الوطني للكريكت.

## وصلات خارجية
- لوري وليامز على موقع إي آس بي آن كريك إنفو (الإنجليزية)